# Bashkaus Valles
Le Bashkaus Valles sono una struttura geologica della superficie di Marte.